# Wielsbeke
Wielsbeke är en kommun i Belgien.   Den ligger i provinsen Västflandern och regionen Flandern, i den västra delen av landet, 70 km väster om huvudstaden Bryssel. Antalet invånare är 9 147.
Runt Wielsbeke är det i huvudsak tätbebyggt. Runt Wielsbeke är det tätbefolkat, med 476 invånare per kvadratkilometer.